# Hugues Sambin
Hugues Sambin (h. 1520 - Dijon 1601) fue un escultor francés nacido en Gray (Alto Saona).
Ingresó como maestro carpintero en Dijon en el año 1548, tras haber trabajado en 1544 en la decoración del Palacio de Fontainebleau; fue uno de los representantes del Manierismo en Borgoña. También trabajó en el palacio de justicia de Besançon y en el actual palacio de justicia de Dijon (antiguo Parlamento de Dijon).
Se le atribuye también un armario, expuesto en el museo del Louvre (descripción)
Publicó en 1572 Œuvre de la diversité des termes dont on use en architecture (Obra de las diversidad de términos que se usan en arquitectura)

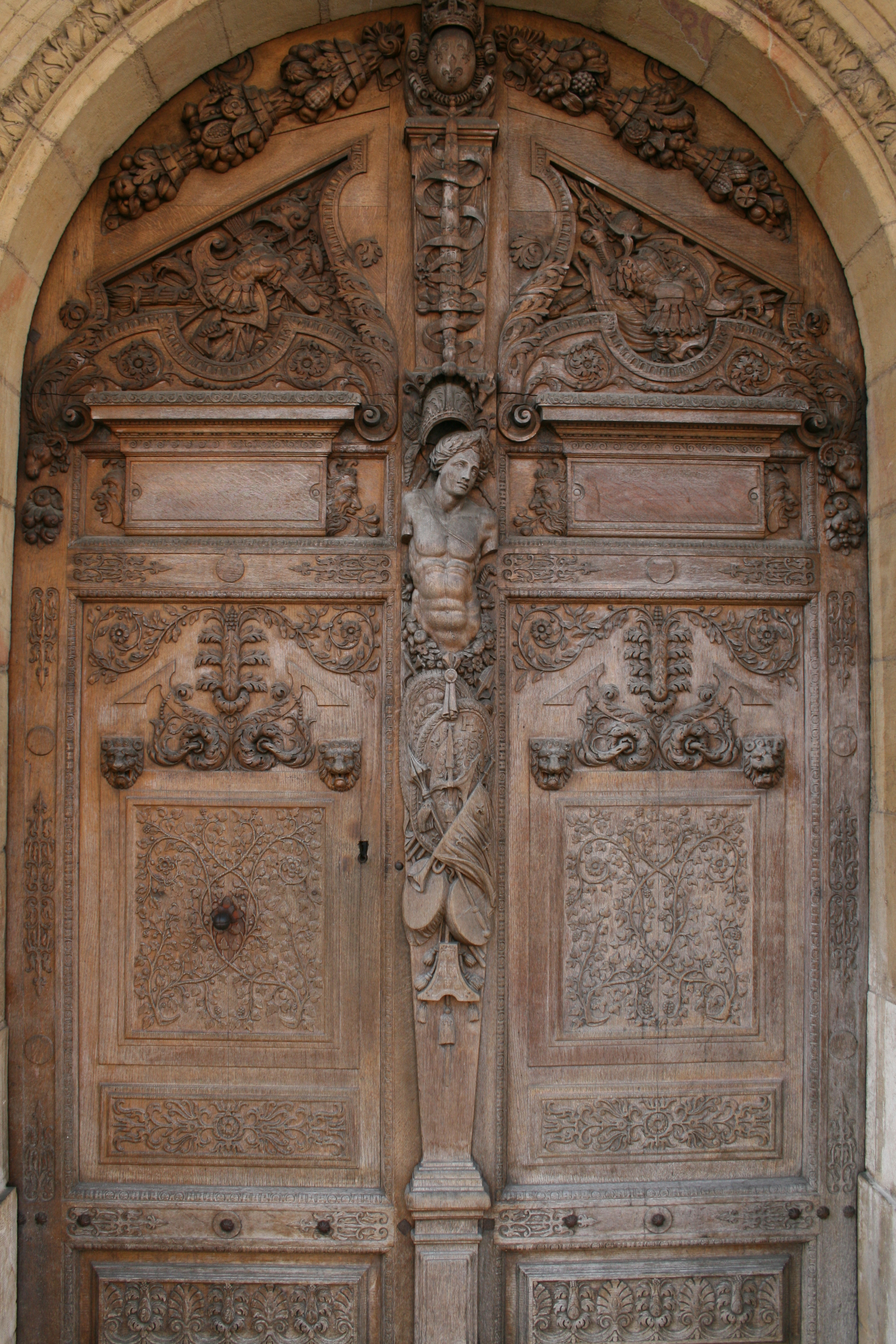
Puerta del antiguo Parlamento de Dijon
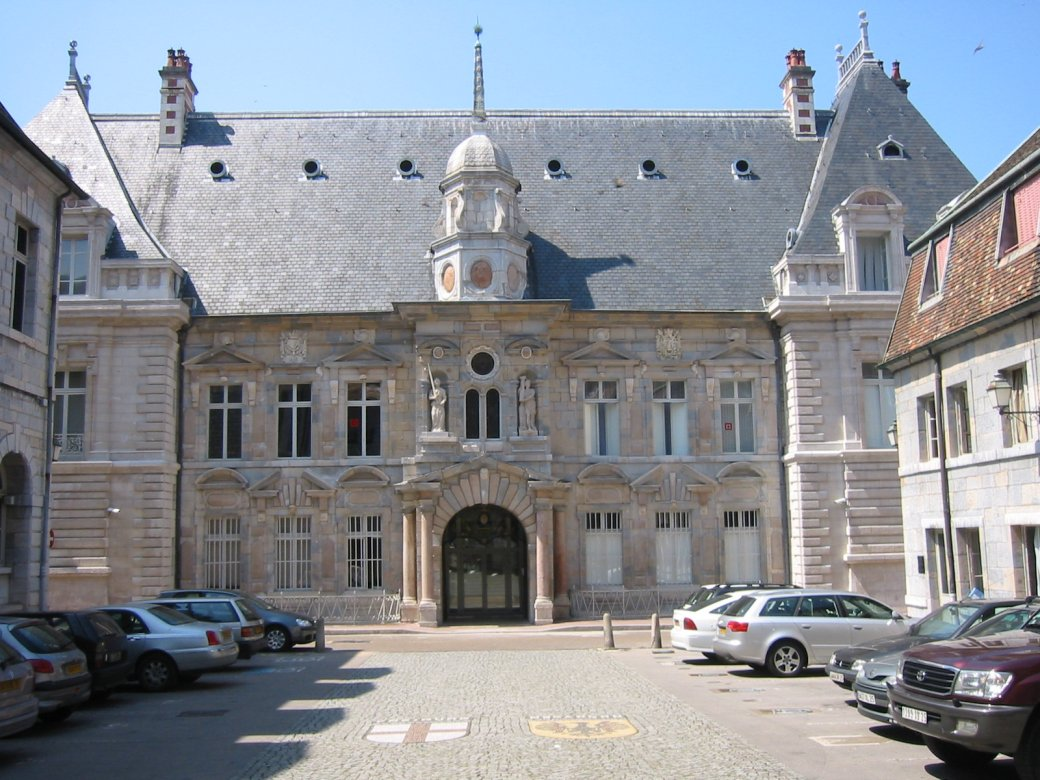
Fachada del antiguo Parlamento de Besançon